# Вајкоф (Њу Џерзи)
Вајкоф (енгл. Wyckoff) град је у америчкој савезној држави Њу Џерзи.

## Демографија
По попису из 2000. године број становника је 16.508.
| Група             | 2000.          | 2010.    |
| Белци             | 15.312 (92,8%) | 0 (0,0%) |
| Афроамериканци    | 77 (0,5%)      | 0 (0,0%) |
| Азијати           | 611 (3,7%)     | 0 (0,0%) |
| Хиспаноамериканци | 376 (2,3%)     | 0 (0,0%) |
| Укупно            | 16.508         | 0        |